# Nu skiter jag i det här jobbet
Nu skiter jag i det här jobbet (engelska: Take This Job and Shove It) är en amerikansk komedifilm från 1981 i regi av Gus Trikonis med Robert Hays, Barbara Hershey, Art Carney och David Keith i huvudrollerna.
Filmen fick sitt namn efter en populär countrylåt, "Take This Job and Shove It", som skrevs av David Allan Coe och sjöngs av Johnny Paycheck. Båda hade även mindre roller i filmen.

## Handling
Företagskonglomeratet "The Ellison Group" förvärvar fyra bryggerier, alla med ekonomiska problem. Frank Macklin (Robert Hays) anställs som chef av Ellison för att hjälpa till att omorganisera ett av de krisdrabbade bryggerierna, en stor arbetsgivare i hemstaden. Till en början tror inte hans gamla vänner, som jobbar på bryggeriet, att han ska lyckas återuppliva bryggeriet. Men när Frank informerar dem om att bryggeriet visar röda siffror, och att de kan bli av med sina jobb snart, välkomnar de honom med öppna armar och bryggeriets försäljning och produktion ökas. Bryggeriet förbättras så mycket att Ellison Group bestämmer sig för att sälja det till en oljemiljonär från Texas, som inte vet någonting om att driva ett bryggeri eller vad det innebär att driva ett företag.

## Inspelningsplatser
Det mesta av filmen spelades in i Dubuque och Dubuque Star Brewery i Iowa; några mindre scener gjordes i Minneapolis i Minnesota. Dubuque Star Brewery finns kvar än idag på samma plats.